# نیکول تورنر
نیکول تورنر (انگلیسی: Nicole Tourneur; ۹ اوت ۱۹۵۰ – ۱۴ مهٔ ۲۰۱۱) نویسنده اهل فرانسه بود.